# Jerrell Powe

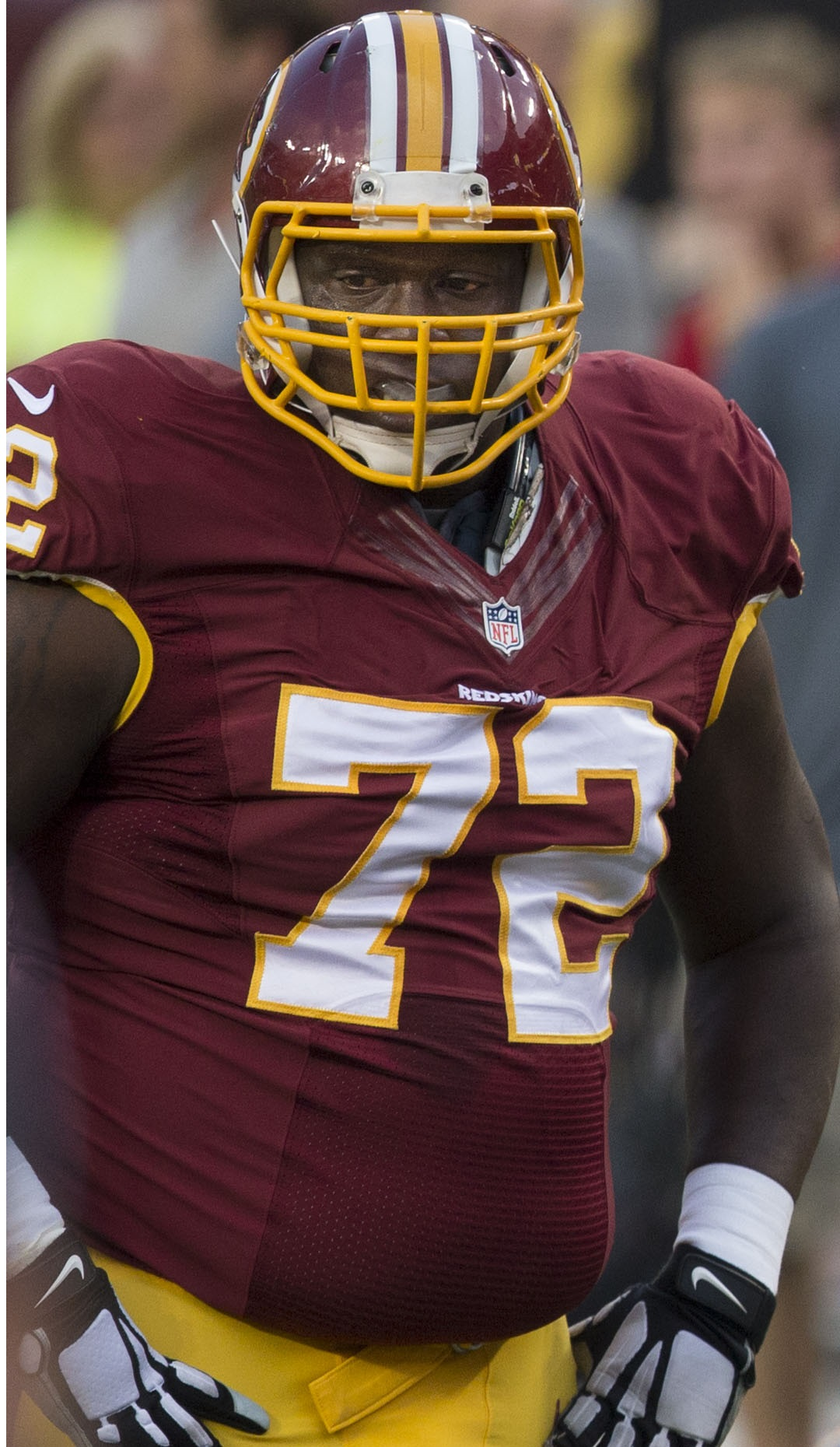
Jerrell Powe

Jerrell Quartez Powe, född 15 mars 1987 i Buckatunna i Mississippi, är en amerikansk utövare av amerikansk fotboll (defensive tackle) som spelar för Washington Redskins i NFL sedan 2015. Han spelade 2011–2013 för Kansas City Chiefs och 2014 för Houston Texans. Powe spelade collegefotboll för Ole Miss Rebels och han draftades 2011 av Kansas City Chiefs i sjätte omgången.